# Lindsaea ulei
Lindsaea ulei là một loài thực vật có mạch trong họ Dennstaedtiaceae. Loài này được Hieron. ex H. Christ miêu tả khoa học đầu tiên năm 1905.